# Бутково
Бу̀тково (на гръцки: Κερκίνη, Керкини, до 1923 година Μπούτκοβο, Бутково, катаревуса Μπούτκοβον, Бутковон) е село в Гърция, Егейска Македония, в дем Синтика, област Централна Македония. Селото има 1472 жители според преброяването от 2001 година.

## География
Селото е разположено в Сярското поле на 51 километра северозападно от град Сяр (Серес), на северозападния бряг на Бутковското езеро (Керкини).

## История

### Етимология
Според Йордан Н. Иванов името е от личното име *Бутко, умалително от Буто, Бутьо като Златко от Златьо от глагола бутея, вирея, развивам се буйно.

### В Османската империя
През XIX век и началото на XX век, Бутково е средищно село и пазарен център със смесено население, числящо се към Сярската каза на Османската империя. Голяма част от мъжкото население се занимава с риболов в езерото, а жените със земеделие. Бутковци са се славели като изкусни майстори-риболовци, като рибата е продавана във Валовища.
В „Етнография на вилаетите Адрианопол, Монастир и Салоника“, издадена в Константинопол в 1878 година и отразяваща статистиката на населението от 1873, Бутково (Boutkovo) е посочено като село с 90 домакинства, със 110 жители мюсюлмани и 120 жители българи.
В 1891 година Георги Стрезов пише за селото:
| „ | Бутково, на З от Джумая 4 часа; на Ю от Порой. Жителите се занимават най-главно с риболовство; разположено е на западния бряг на едноименно езеро. Църква, в която четата гръцки; гръцко училище с 10-ина ученици. 100 турски, 50 черкезки, 25 цигански и 40 български. Оръдията, които употребяват за ловене са канджа – голяма въдица; сапкън – копие до 5 метра дълго с бодли на края; и мрежи – грип, даул. | “ |

Според статистиката на Васил Кънчов („Македония. Етнография и статистика“) от 1900 година селото брои 655 жители, от които 220 българи християни, 160 турци, 225 черкези и 50 цигани. Според статистиката на секретаря на Българската екзархия Димитър Мишев („La Macédoine et sa Population Chrétienne“) в 1905 година християнското население на Бутково се състои от 520 българи екзархисти. В селото има 1 начално българско училище с 1 учител и 15 ученици.
През 1912 година селото брои около 200 къщи, от които половината български, 70 турски, 30 черкезки и 10 цигански. Всички живеят в отделни махали.
При избухването на Балканската война в 1912 година един жител на Бутково е доброволец в Македоно-одринското опълчение.

### В Гърция
След Междусъюзническата война в 1913 година Бутково попада в Гърция. Според преброяването от 1928 година Бутково е смесено бежанско село с 86 бежански семейства с 321 души.
| Име                      | Име              | Ново име          | Ново име           | Описание                                                                        |
| ------------------------ | ---------------- | ----------------- | ------------------ | ------------------------------------------------------------------------------- |
| Пейково                  | Πεϊκοβον         | Трагудистра       | Τραγουδίστρα       | връх в Карадаг (654,7 m) СИ над Пейково                                         |
| Кересли                  | Κερεσλή          | Ксирорема         | Ξηρόρεμα           |                                                                                 |
| Фундулана или Фундулък   | Φουντουλούκ      | Дасорема          | Δασόρεμα           | река в Карадаг Ю от Бутково, вливаща се в Бутковското езеро                     |
| Кюлахли                  | Κιουλακλή        | Ватирема          | Βαθύρεμα           | река в Карадаг Ю от Бутково, вливаща се в Бутковското езеро                     |
| Нишан тепе или Нишан Таш | Νισάντασι        | Оросимон          | Όρόσημον           | възвишение в Карадаг (374,1 m) З над Каяли                                      |
| Канли                    | Κανλή            | Матомено Рема     | Ματωμένο Ρέμα      | река в Карадаг Ю от Бутково, вливаща се в Буковското езеро                      |
| Исмаили                  | Ίσμαηλή Λόφος    | Парсинос Лофос    | Πράσινος Λόφος     | възвишение в Карадаг (385 m) ЮЮИ от Бутково                                     |
| Йени махала              | Γενή Μαχαλά      | Хр. Неас Гитонияс | Χρ. Νέας Γειτονιάς | бивше село ЮЮИ от Бутково над западния бряг на Бутковското езеро                |
| Бестаук                  | Μπεσταούκ Λόφος  | Пенде Орнитес     | Πέντε Όρνιθες      | рид в Круша Ю от Бутково                                                        |
| Сусамник                 | Σουσαμνίκ        | Сисамия           | Σησαμιά            | връх в Круша (781 m) ЮЗ от Бутково                                              |
| Чалик махала             | Τσαλίκ Μάχαλας   | Гитонияс Рема     | Γειτονιάς Ρέμα     | река Ю от Бутково, минаваща през Чалик махала и вливаща се в Бутковското езеро  |
| Старо Кюлахли            | Παλαίο Κιουλαχλή | Влахика Ерипия    | Βλάχικα Έρείπια    | бивше село ЮЮИ от Бутково на западния бряг на Бутковското езеро                 |
| Армутли                  | Άρμουτλή         | Ерипия Апидияс    | Έρείπια Απιδιάς    | бивше село в Круша ЮЗ от Бутково, СЗ под връх Сусамник                          |
| Роядес или Каядес        | Καγιάδες         | Врахос            | Βράχος             | вървишение в Круша на Ю от Старошево                                            |
| Кюлахли                  | Κιουλαχλή        | Влахос            | Βλάχος             | бивше село в Карадаг Ю от Бутково                                               |
| Ложища                   | Λοζιστα          | Амбелия           | Άμπέλια            | възвишение в Круша (184 m) Ю от Бутково, над западния бряг на Бутковското езеро |
| Кюренли                  | Κιουρενλή        | Ерипия Кранион    | Έρείπια Κρανιών    | бивше село в Круша ЮЗ от Бутково, Ю от Старошево                                |
| Ходжа махала             | Χότζα Μαχαλά     | Халасмата         | Χαλάσματα          | бивше село в Круша ЮЗ от Старошево                                              |
| Маджарка                 | Ματζάρκα         | Просфигика        | Προσφυγικά         |                                                                                 |
| Йехели                   | Γεχελή           | Ерипия Псилорахис | Έρείπια Ψηλοράχης  | бивше село в Круша ЮЗ от Старошево                                              |
| Чашка                    | Τσάσκα           | Дохион            | Δοχεΐον            |                                                                                 |

## Личности
Родени в Бутково
- Атанас Бутковски, македоно-одрински опълченец, четата на Дончо Златков[13]
- Сократ Маркилов (1921 – 1993), деец на ОМО „Илинден“

Починали в Бутково
- Асен Иванов Радославов, български военен деец, капитан, загинал през Първата световна война[14]